# Rooms Katholieke Combinatie Waalwijk
O RKC Waalwijk é um clube de futebol dos Países Baixos, da cidade de Waalwijk, atualmente disputa a Eerste Divisie, que equivale a Segunda Divisão Holandesa.